# Mammillaria parkinsonii
Mammillaria parkinsonii är en kaktusväxtart som beskrevs av Christian Gottfried Ehrenberg. Mammillaria parkinsonii ingår i släktet Mammillaria och familjen kaktusväxter. Inga underarter finns listade i Catalogue of Life.

## Bildgalleri

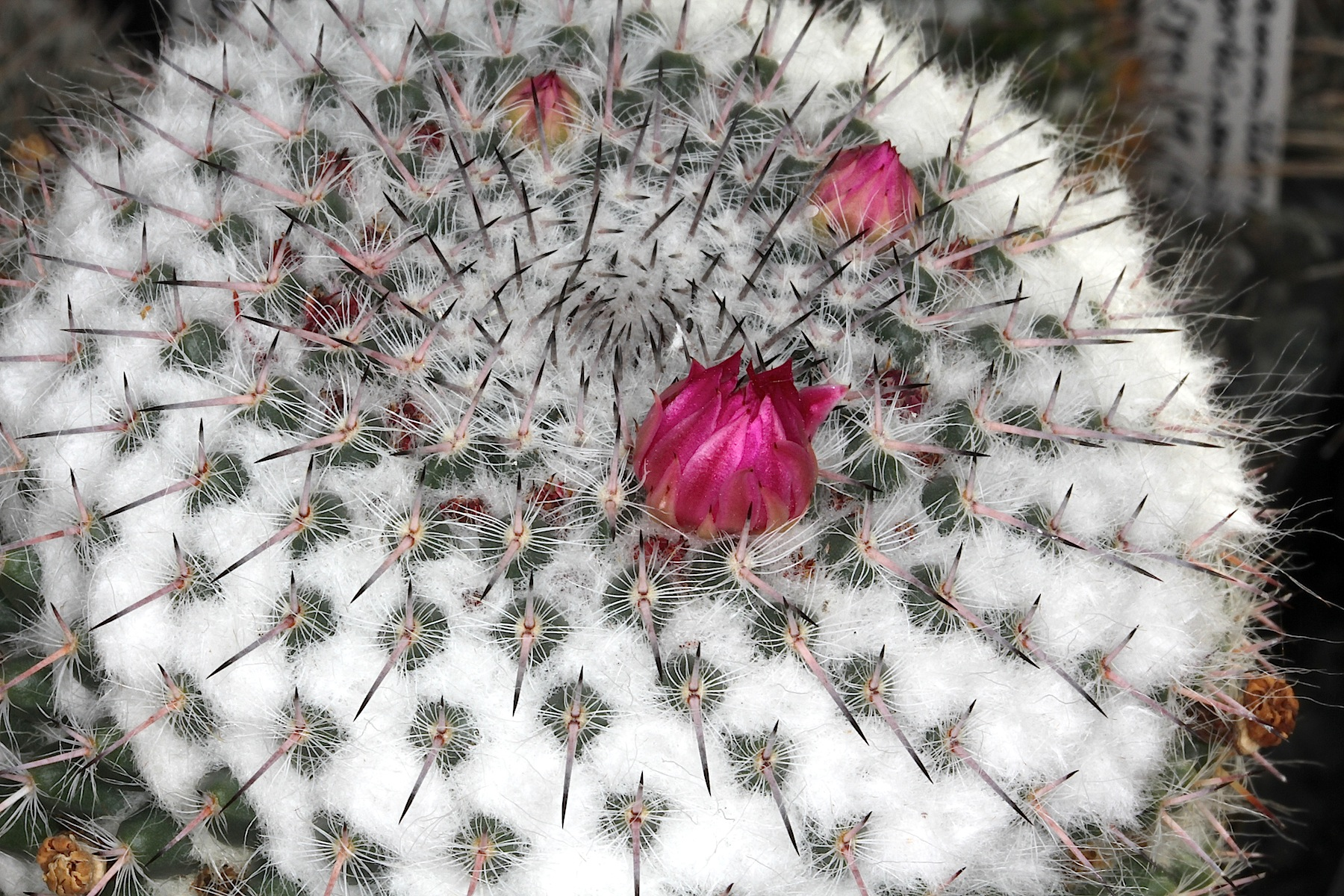
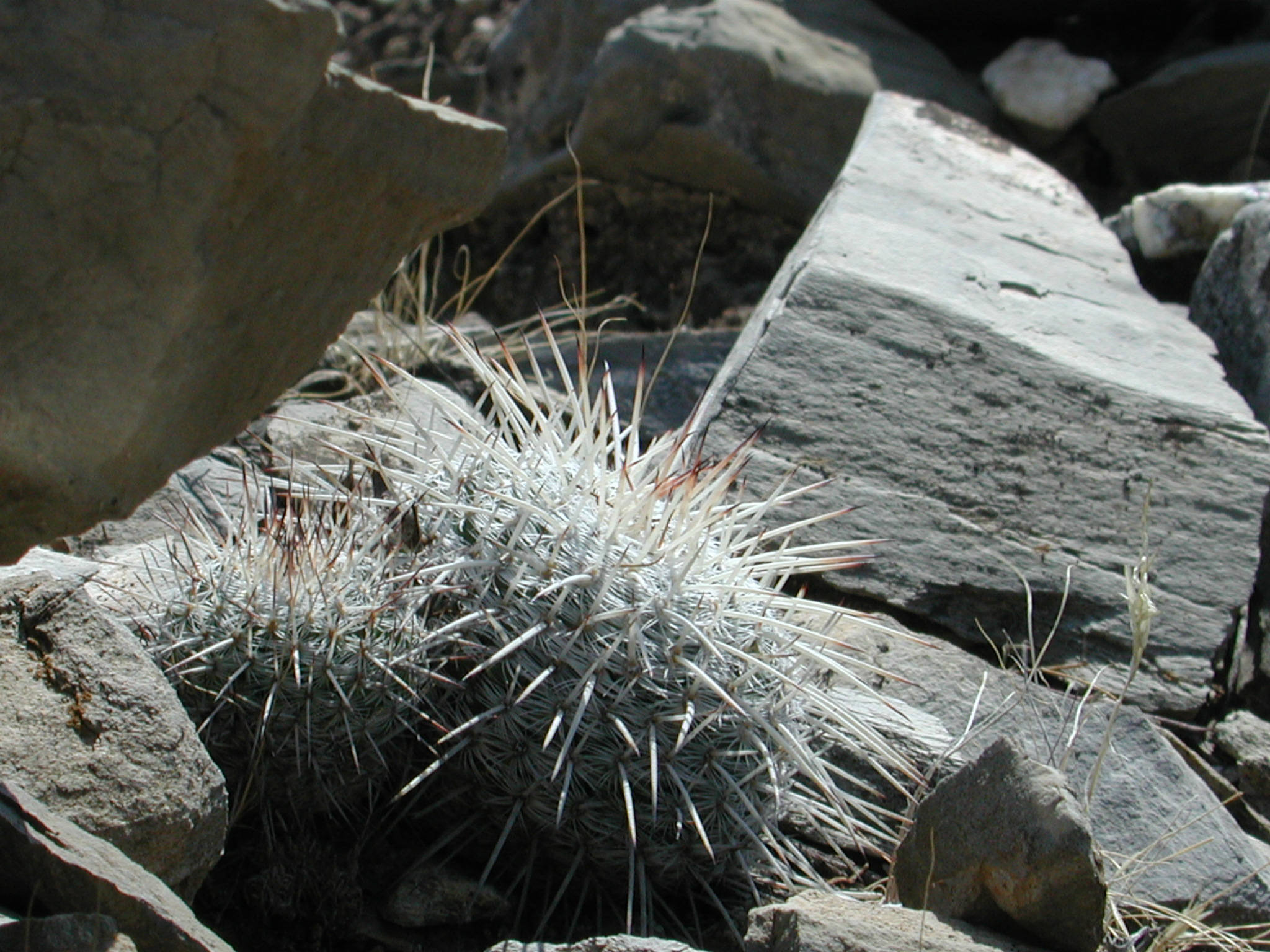
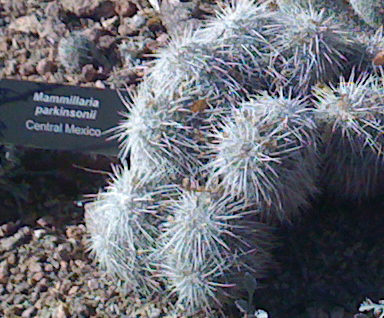
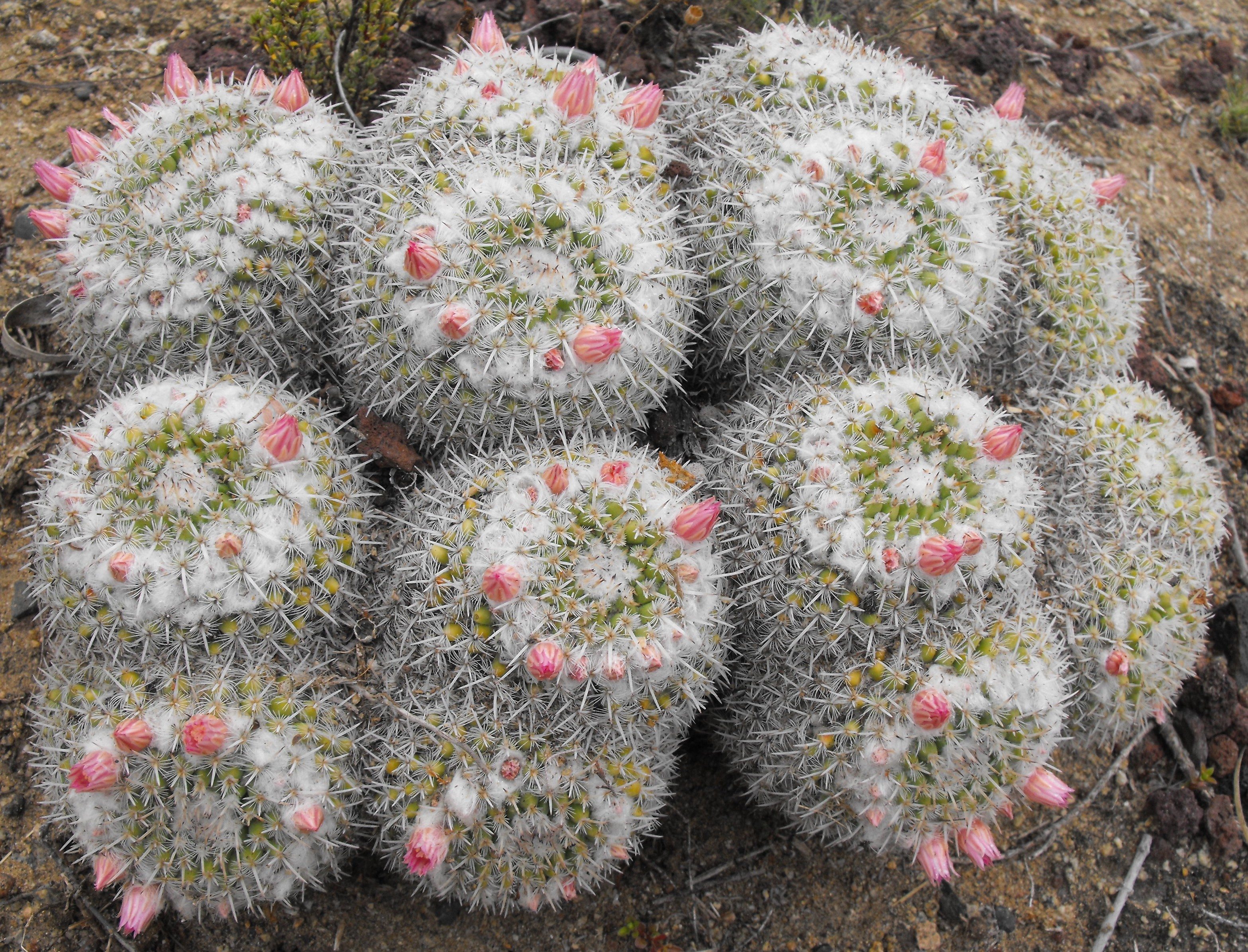
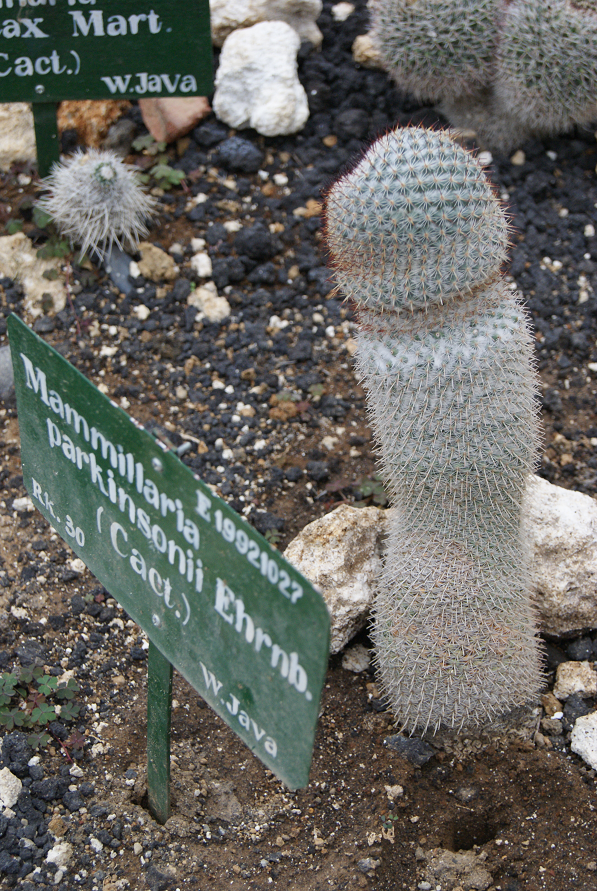
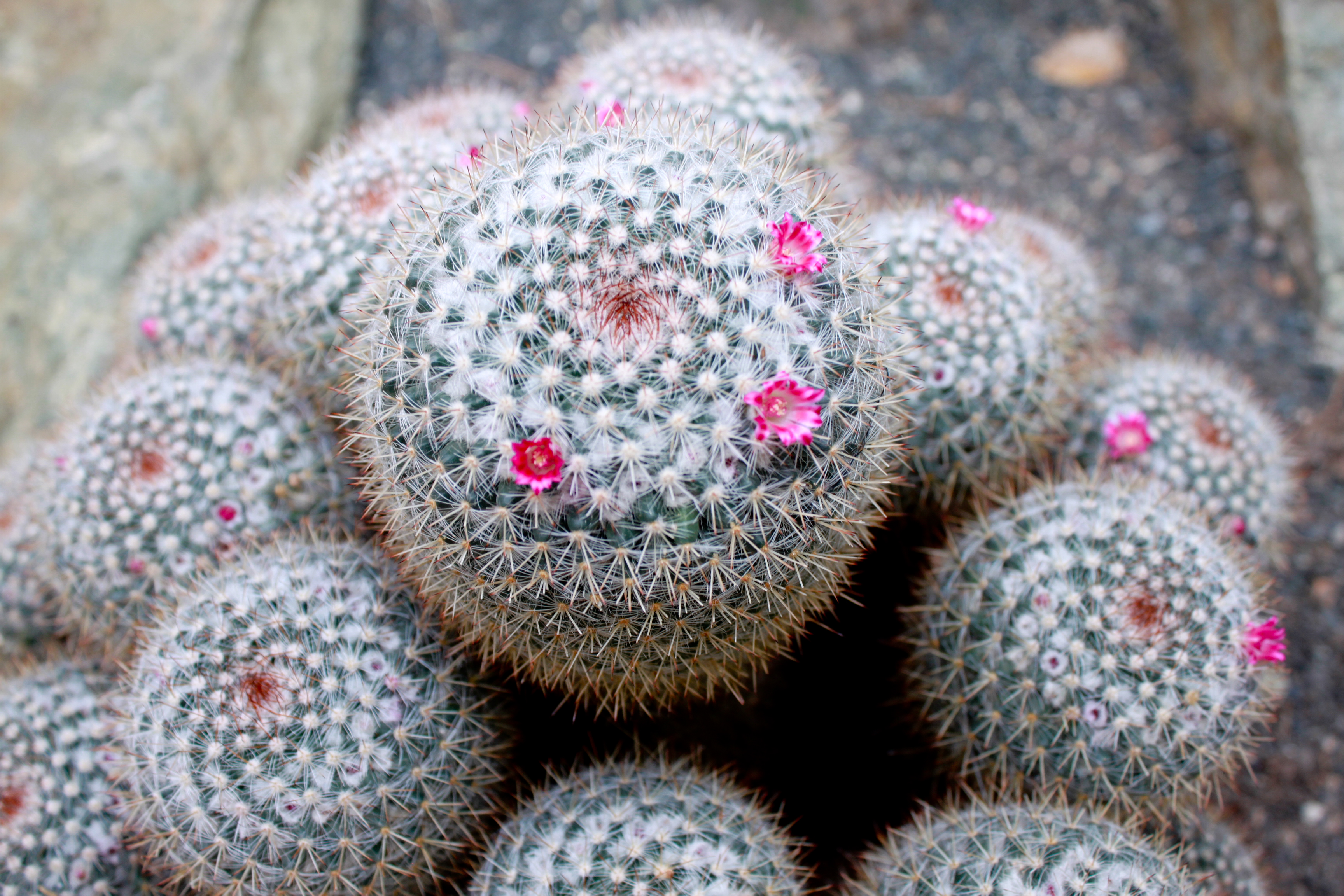